# São João Batista (Santa Catarina)
São João Batista es un municipio brasileño del estado de Santa Catarina. Tiene una población estimada al 2022 de 32 687 habitantes. Pertenece a la Región Metropolitana de Florianópolis.

## Historia
São João Batista fue fundada en 1834, con la llegada del capitán João de Amorim Pereira. En 1836 se estableció el primer grupo de colonos provenientes del Reino de Cerdeña.
Se emancipó como municipio en julio de 1958, separándose de Tijucas.
El municipio es conocido por su industria de calzados con más de 195 industrias enfocadas en este sector. Cada 25 de Octubre se celebra la Fiesta del zapatero.